# Analândia
Analândia es un municipio brasileño del estado de São Paulo. Su categoría política es de Estancia Climática. Se localiza a una latitud 22,07 sur y a una longitud 47,39 oeste. Su población estimada en 2006 era de 3997 habitantes. Posee un área de 326,6 km².

## Estancia climática
Analândia es uno de los 15 municipios paulistas considerados estancias climáticas por el Estado de São Paulo, por cumplir determinados requisitos definidos por Ley Estatal. Tal status garantiza a esos municipios una remesa mayor por parte del Estado para la promoción del turismo regional. También, el municipio adquire el derecho de agregar junto a su nombre el título de Estancia Climática, término por el cual pasa a ser designado tanto por el expediente municipal oficial como por las referencias estatales.

## Demografía
| Población histórica del municipio | Población histórica del municipio | Población histórica del municipio | Población histórica del municipio |
| Año                               | Población                         |                                   | %±                                |
| --------------------------------- | --------------------------------- | --------------------------------- | --------------------------------- |
| 1920                              | 7393                              |                                   |                                   |
| 1940                              | 4908                              |                                   | −33,6%                            |
| 1950                              | 3653                              |                                   | −25,6%                            |
| 1960                              | 2870                              |                                   | −21,4%                            |
| 1970                              | 2612                              |                                   | −9,0%                             |
| 1980                              | 2312                              |                                   | −11,5%                            |
| 1991                              | 3020                              |                                   | 30,6%                             |
| 2000                              | 3582                              |                                   | 18,6%                             |
| 2010                              | 4293                              |                                   | 19,8%                             |
| 2022                              | 4589                              |                                   | 6,9%                              |
| [ 7 ] [ 8 ] [ 9 ] [ 10 ]          |                                   |                                   |                                   |

Datos del Censo - 2000
Población total: 3582
- Urbana: 2650
- Rural: 932
- Hombres: 1852
- Mujeres: 1730

Densidad demográfica (hab./km²): 10,97
Mortalidad infantil hasta 1 año (por mil): 12,21
Expectativa de vida (años): 73,30
Tasa de fertilidad (hijos por mujer): 2,66
Tasa de alfabetización: 92,03%
Índice de Desarrollo Humano (IDH-M): 0,804
- IDH-M Salario: 0,721
- IDH-M Longevidad: 0,805
- IDH-M Educación: 0,886

(Fuente: IPEAFecha)

## Geografía

### Hidrografía
- Río Corumbataí

Cuna del Río Corumbataí, a través de múltiples naciente: Ríos del Veado, del Retiro, del Vavaleio, de la Nueva América, São Francisco, Cerámica, Santa Terezinha y otros.

### Carreteras
- SP-225 - Carretera Diputado Rogê Ferreira

## Religión
El Cristianismo está presente en la ciudad de la siguiente manera:

### Iglesia Católica
La iglesia católica del municipio forma parte de la Diócesis de Limeira.

### Iglesia Protestante
En la ciudad están presentes las más diversas creencias evangélicas, principalmente pentecostales, incluidas las Asambleas de Dios de Brasil (la iglesia evangélica más grande del país), Congregación Cristiana, entre otras. Estas denominaciones están creciendo cada vez más en todo Brasil.